# Estampes
Estampes är en kommun i departementet Gers i regionen Occitanien i sydvästra Frankrike. Kommunen ligger i kantonen Miélan som tillhör arrondissementet Mirande. År 2022 hade Estampes 162 invånare.

## Befolkningsutveckling
Antalet invånare i kommunen Estampes
Referens:INSEE